# Setpar Empreendimentos
Setpar Empreendimentos é uma empresa brasileira com sede na cidade de São José do Rio Preto-SP que presta serviços no ramo imobiliário.
Criada em 22 de abril de 1998 por Sérgio Tarraf, a empresa atualmente atua no segmento de construção e incorporação. Presente em 5 estados da Federação (São Paulo, Minas Gerais, Mato Grosso, Mato Grosso do Sul e Goiás), a Setpar, desde a sua fundação, já incorporou 50 mil lotes em 125 empreendimentos que representam 25 milhões de metros quadrados de área urbanizada.

## Projeto Social
A Setpar mantem um projeto social chamado "Setpar Solidária" que tem como objetivo ajudar pessoas e famílias que precisam de apoio através da destinação de verba para associações, entidades e ONGs que realizam um trabalhos voltados para o desenvolvimento das pessoas e da sociedade.
Em 2022, a Setpar Solidária foi indicada ao prêmio GRI Club Awards (premiação nacional voltada a empresas do setor imobiliário) na categoria "Melhor Projeto de Ação Social".

## Prêmios e Indicações
| Ano  | Prêmio          | Categoria                     | Resultado         | Ref.   |
| ---- | --------------- | ----------------------------- | ----------------- | ------ |
| 2022 | GRI Club Awards | Melhor Projeto de Ação Social | Top 3 (Finalista) | [ 24 ] |

### Honrarias
- 2018 - Certificado "Parceiros do Bem FUNFARME - Empresa Socialmente Responsável" por "apoiar o projeto de construção da Ala de Quimioterapia Infantil do Hospital de Base de São José do Rio Preto-SP".[2]

## Ver Também
- Jardim dos Ipês (Sumaré) - loteamento aberto adquirido pela Setpar Empreendimentos, em 2004